# Жизнь за кадром
«Жизнь за кадром» (англ. State and Main) — кинокомедия режиссёра и сценариста Дэвида Мэмета, выпущенная в 2000 году и рассказывающая о том, как непросто подготовить и организовать съёмочный процесс.

## Сюжет
Жители небольшого города Старая Мельница взволнованы тем, что в их городе известные кинематографисты решили снять фильм. Съёмочная группа вынуждена переехать на новое место съёмки после скандала с исполнителем главной роли, которого обвиняют в связях с несовершеннолетними. Фильм называется «Старая Мельница», однако в городке с одноимённым названием мельницы нет — она сгорела много лет назад.

## В ролях
| Актёр                | Роль               |
| -------------------- | ------------------ |
| Филип Сеймур Хоффман | Джозеф Тёрнер Уайт |
| Уильям Х. Мэйси      | Уолт Прайс         |
| Алек Болдуин         | Боб Бэрренджер     |
| Дэвид Пеймер         | Марти Россен       |
| Сара Джессика Паркер | Клэр Уэллсли       |
| Кларк Грегг          | Даг Макензи        |
| Ребекка Пиджон       | Энн                |
| Рики Джей            | Джек               |
| Чарльз Дёрнинг       | мэр Джордж Бейли   |
| Пэтти Люпон          | Шерри Бейли        |
| Джулия Стайлз        | Карла              |
| Лайонел Марк Смит    | Билл Смит          |
| Джонатан Кац         | Хоуи Голд          |
| Лаура Сильверман     | секретарь          |
| Джон Красински       | помощник судьи     |
| Мэтт Мэллой          | клерк отеля        |

## Съёмки
Съёмки проходили с сентября по октябрь 1999 года в штате Массачусетс, США. Слоган картины — «Big movie. Small town. Huge trouble».